# Aeroportul Cache Creek
Aeroportul Cache Creek (IATA: YZA) este un aeroport din Columbia Britanică, Canada.
Situat la o altitudine de 622 m, aeroportul dispune de o singură pistă.